# Don Mochan
Don Mochan, né en 1928 dans la région de Manawatu-Wanganui et mort le 7 décembre 2014 à Te Awamutu, est un joueur de squash représentant la Nouvelle-Zélande. Il est champion de Nouvelle-Zélande à trois reprises entre 1953 et 1957.

## Biographie
Don Mochan a joué au rugby à Boys' High, mais après quelques commotions cérébrales en jouant, sa mère lui demande de jouer au tennis ou au squash.
En 1953, il remporte son premier titre national et il voyage avec l'équipe néo-zélandaise en tournée à l'étranger en Australie. 
Pendant 42 ans, il  travaille pour Newmans dans le transport à Palmerston North, Hastings et Nelson, où il a étudié la comptabilité. À Hastings, il n'y avait pas de courts de squash et il s'entraînait contre un mur de garage avant que les courts ne soient construits dans un vieux réservoir.

## Palmarès

### Titres
- Championnats de Nouvelle-Zélande : 3 titres (1953, 1955, 1957)